# 海因里希四世 (不倫瑞克-格魯本哈根)
海因里希四世 (1460年—1526年12月6日在薩爾茨德黑爾登(現在是艾恩貝克的一部份))是韋爾夫家族成員，格魯本哈根親王國的不倫瑞克-呂訥堡公爵（1464年—1526年在位）。

## 生平
海因里希四世是不倫瑞克-格魯本哈根公爵海因里希三世與薩根公爵約翰一世之女瑪格麗塔的兒子。1464年父親去世後繼位，因年幼由叔父阿爾布雷希特二世攝政，直至1479年親政。
親政後，與叔父阿爾布雷希特二世於1481年同意分治，海因里希四世獲得黑爾登堡城堡，阿爾布雷希特二世則分得奧斯特羅德城堡與赫爾茨貝格城堡，格魯本哈根城堡由兩人共治。
1485年阿爾布雷希特二世逝世後，海因里希四世成為堂弟腓力一世的監護人。1526年亨利無嗣而終，領地由腓力一世繼承，格魯本哈根親王國重歸統一。

## 婚姻
1494年8月26日，海因里希四世在艾恩貝克迎娶薩克森-勞恩堡公爵約翰五世與勃蘭登堡的多蘿西婭之女薩克森-勞恩堡的伊莉莎白。婚姻無子嗣。